# Bryan Thomas
Bryan Thomas (Birmingham, 7 giugno 1979) è un ex giocatore di football americano statunitense che ha militato nei ruoli di outside linebacker e defensive end nella National Football League (NFL).

## Carriera
Al college Thomas giocò a football alla University of Alabama at Birmingham. Fu scelto nel corso del primo giro (22º assoluto) del Draft NFL 2002 dai New York Jets. Nella sua stagione da rookie disputò 15 partite, con 5 tackle e 0,5 sack. L'anno seguente disputò tutte le 16 partite, di cui 10 come titolare, con 26 placcaggi e un sack. Nel 2005 ebbe un nuovo massimo personale di 3,5 sack. Dopo quella stagione passò dal ruolo di defensive end a quello di outside linebacker e quell'anno guidò la squadra con 8,5 sack sotto la direzione del nuovo capo-allenatore Eric Mangini. A fine stagione firmò un nuovo contratto con la squadra ma nel 2007 tornò alle prestazioni insoddisfacenti dei primi anni, portando i critici a chiedersi se avesse iniziato a giocare bene solo perché in scadenza di contratto. Concluse il 2007 con 39 tackle e 2,5 sack
Nel 2009 Thomas fece registrare 38 tackle e 5,5 sack. Nei playoff 2009 i Jets raggiunsero la finale della AFC, perdendo contro gli Indianapolis Colts.
Nel 2010 Thomas passò al numero di maglia 58 e mise a segno 31 tackle e 6 sack, con i Jets che raggiunsero la seconda finale della AFC consecutiva, perdendo contro i Pittsburgh Steelers.
Thomas giocò sporadicamente nella stagione 2011 a causa della rottura del tendine d'Achille il 2 ottobre 2011, che lo tolse dai giochi per il resto dell'anno. In quattro gare giocate totalizzò 10 placcaggi e un passaggio deviato.
Thomas fu svincolato dai Jets il 22 settembre 2012 dopo un infortunio al tendine del ginocchio. Due giorni dopo tuttavia rifirmò con la squadra. Chiuse il 2012 con 2,5 sack, un passaggio deviati e 18 placcaggi. Al termine della stagione fu svincolato definitivamente.